# Palócz Mátyás
Palócz Mátyás (Budapest, 1886. – Budapest, 1923. január 15.) magyar nemzeti labdarúgó-játékvezető.

## Pályafutása
1907–től a Nemzeti Sport Club játékosa, az NB II-es csapat tagja, az 1908–1909. évi kiírásban az NB II-es bajnokság aranyérmese. Csapatával feljutva az első osztályba, az 1909–1910-es magyar labdarúgó-bajnokságban a 3. helyen végzett.
A játékvezetésből 1911-ben Budapesten a Bíró Bizottság előtt vizsgázott. Az MLSZ a Bíró Bizottság minősítésével NB II-es, majd 1914-től NB I-es bíróként foglalkoztatta. 1923-ban bekövetkezett halálával vetett véget sporttevékenységének. Vezetett kupadöntők száma: 1.
| Időpont         | Helyszín                    | Mérkőzés típusa                     | Mérkőzés | Eredmény | Nézők száma |
| --------------- | --------------------------- | ----------------------------------- | -------- | -------- | ----------- |
| 1914. június 7. | Üllői úti Stadion, Budapest | Magyar labdarúgókupa döntő mérkőzés | MTK–MAC  | 4 – 0    | 8000        |

## Külső hivatkozások
- Palócz Mátyás. tempofradi.hu. (Hozzáférés: 2014. június 8.)
- Palócz Mátyás. magyarfutball.hu. (Hozzáférés: 2014. június 21.)
- Palócz Mátyás. tempofradi.hu. [2016. augusztus 22-i dátummal az eredetiből archiválva]. (Hozzáférés: 2016. augusztus 16.)
- Palócz Mátyás. tempofradi.hu. (Hozzáférés: 2016. augusztus 16.)